# Flughafen Sansibar

i8
i11
i13
Der Abeid Amani Karume International Airport (Swahili Uwanja wa Ndege wa Kimataifa wa Abeid Amani Karume, auch Kisauni Airport oder Zanzibar International Airport, IATA-Code: ZNZ, ICAO-Code: HTZA) ist der einzige Flughafen auf der Hauptinsel Unguja in Sansibar, Tansania.

## Allgemein
Der schon früher hier bestehende Internationale Flughafen Sansibar wurde im Jahr 1994 rehabilitiert (am 1. April 1995 eröffnet). Er befindet sich etwa acht Kilometer südlich der Stadt Sansibar bzw. dessen Zentrums Stone Town und entspricht dem Qualitätsstandard anderer afrikanischer Flughäfen wie dem Flughafen Daressalam. Er verfügt über 6 internationale Abfluggates mit Fluggastbrücken im neuen Terminal 3.
Der früher staatliche betriebene Flughafen liegt heute in privatem Management. Seit 2013 befand sich ein neues Terminalgebäude im Bau, das 2014 eröffnet werden sollte, nach etlichen Verzögerungen allerdings erst im Juni 2021 eröffnet wurde.

## Fluggesellschaften und Ziele
Es bestehen regelmäßige Verbindungen zum tansanischen Festland, nach Pemba sowie zu ostafrikanischen Zielen, aber auch nach Asien und Europa.

## Verkehrszahlen
Von 2016 bis 2019 stieg die Anzahl der Passagiere von 420.000 auf fast 500.000, ging 2020 jedoch auf 251.000 zurück.